# Gaël Yanno
Gaël Yanno est un homme politique néo-calédonien, né le 2 juillet 1961 à Nouméa (Nouvelle-Calédonie), membre du Congrès de la Nouvelle-Calédonie.
Il est élu député UMP de la 1re circonscription (Nouméa, Île des Pins, Îles Loyauté), pour la XIIIe législature le 17 juin 2007. Il n'est pas réélu le 17 juin 2012. Il est ensuite, du 21 août 2012 au 18 février 2013, vice-président et porte-parole du Rassemblement-UMP, parti anti-indépendantiste néo-calédonien associé à l'UMP. Le 28 mars 2013, il crée son propre parti, le Mouvement populaire calédonien (MPC).
Il est élu par une alliance de l'ensemble des non-indépendantistes président du Congrès de la Nouvelle-Calédonie le 23 mai 2014, restant en place jusqu'au 16 juillet 2015. Mis en minorité au sein de son parti en juillet 2018 sur le sujet des discussions à mener avec les indépendantistes avant la consultation sur l'accession de la Nouvelle-Calédonie à la pleine souveraineté du 4 novembre 2018, il en perd la présidence le 18 juillet 2018 au profit de son ancien second, Gil Brial. 
Toujours militant du MPC, il siège toutefois désormais comme non-inscrit et retrouve la présidence du Congrès le 30 juillet 2018 grâce au soutien de Calédonie ensemble lors des deux premiers tours de scrutin face à Thierry Santa et l'indépendantiste Rock Wamytan, puis avec la totalité des voix non-indépendantistes au troisième et dernier tour. Rock Wamytan lui succède le 24 mai 2019.

## Formation
Après avoir effectué ses études primaires et secondaires à Nouméa, il poursuit en France métropolitaine sa formation supérieure en intégrant l'institut d’études politiques de Paris. Il obtient également une maîtrise en Sciences économiques de l'Université Paris II Panthéon-Assas, un DESS de contrôle de gestion de l'Université Paris-Dauphine ainsi qu'un DEA d'économie appliquée de l’institut d’études politiques de Paris.
Lors de ses études dans la capitale, il sera président de l'Association des étudiants calédoniens de Paris de 1981 à 1984 et secrétaire général de la Fédération des Associations des étudiants calédoniens en Métropole de 1983 à 1985.
Parallèlement à son activité professionnelle il poursuit une formation d'expert-comptable. Il obtient son diplôme d'expertise comptable en 1998.

## Carrière professionnelle
Il commence sa carrière professionnelle à Paris en 1986 en tant qu'auditeur dans les cabinets Peat Marwick puis Arthur Andersen.
En 1991 il intègre en Nouvelle-Calédonie le cabinet Coopers & Lybrand devenu depuis PricewaterhouseCoopers. En 2000, il en devient associé gérant. Il démissionne de ses fonctions de gérant le 1er novembre 2006 après avoir été investi le 14 octobre candidat du Rassemblement-UMP aux élections législatives dans la 1re circonscription de la Nouvelle-Calédonie.
Il est commissaire aux comptes inscrit près la cour d'appel de Nouméa.
Il est élu par ses confrères président de la compagnie régionale des commissaires aux comptes de Nouméa en 2000, réélu en 2002 et 2004.
Il est depuis le 1er janvier 2000 membre du conseil national de la compagnie nationale des commissaires aux comptes.

## Carrière politique

### Les débuts
Il s'investit très tôt dans la politique. Ainsi, étudiant à Paris, il sera militant de la section RPR du 15e arrondissement de Paris. Revenu en Nouvelle-Calédonie, il rejoint alors le Rassemblement pour la Calédonie dans la République (RPCR) du député Jacques Lafleur, alors principale force politique du Territoire et mouvement historique de la droite anti-indépendantiste. Il est membre de l'Assemblée de la Province Sud (présidée par Lafleur) et du Congrès du Territoire sous cette étiquette de 1989 à 1999. 
Il est également élu en 1989 pour la première fois au conseil municipal de Nouméa, et est l'un des adjoints au maire Jean Lèques à partir de 1995, le 1er d'entre eux depuis 2001. Il y est chargé des finances et du contrat d'agglomération, ainsi que de la communication de 2001 à 2008 puis de la coordination de l'action municipale depuis 2008. Un temps pressenti pour prendre la succession de Jean Lèques à la tête de la liste Rassemblement-UMP aux élections municipales de mars 2008 au cas où celui-ci ne se représenterait pas, le maire sortant décide pourtant, à 76 ans, de briguer un cinquième mandat et son adjoint ne se présente pas contre lui lors des primaires organisées par le parti. En troisième position sur sa liste et déclarant dès le départ souhaiter retrouver sa fonction de premier adjoint, le député forme alors une sorte de « ticket » avec le premier magistrat du chef-lieu néo-calédonien.

### Député
Avant d'être élu député, il a été, de 1997 à 2007, le suppléant de Jacques Lafleur. Représentant la nouvelle génération des élus anti-indépendantistes calédoniens, il est choisi comme candidat pour les élections législatives de 2007 dans la 1re circonscription (qui comprend Nouméa, l'île des Pins et les Îles Loyauté) par 1 573 militants sur 3 154 suffrages exprimés lors des primaires organisées par l'UMP le 14 octobre 2006, devant le numéro 2 du parti qui était pourtant donné favori Pierre Maresca. Il fait face aux candidatures dissidentes de Pierre Maresca et du député sortant Jacques Lafleur, et aux divisions du camp des non-indépendantistes. Il arrive toutefois assez nettement en tête lors du premier tour le 10 juin, réunissant 11 445 voix et 30,89 % des suffrages exprimés. Il est opposé au second tour au candidat unique du Front de libération nationale kanak et socialiste (FLNKS), Charles Washetine. Au second tour du 17 juin, alors que tous les autres candidats anti-indépendantistes ont appelé à voter pour lui, il est élu sans surprise député avec 26 732 suffrages et 69,21 % des voix. 
À l'Assemblée nationale, il est membre de la commission des Finances, de l'Économie générale et du Plan et de la commission spéciale chargée d'examiner le projet de loi organique relatif à la nomination des présidents des sociétés de l'audiovisuel public et le projet de loi sur le service public de la télévision. Il est également membre des groupes d'études sur les Énergies, sur la Mer, la pêche et la souveraineté maritime, sur les Ressources minières, sur la Presse et sur les Prisons et conditions carcérales. S'intéressant tout particulièrement à la fiscalité et aux conditions économiques des outre-mers, il s'attache notamment à défendre les intérêts de ces derniers dans les différentes réformes touchant à ces domaines. Ainsi, membre de la mission de la commission des finances sur les niches fiscales, il défend les mesures de défiscalisation pour l'incitation à l'investissement dans les DOM-TOM prévues par la loi dite « Girardin » de 2003. 
Il s'oppose également aux arbitrages rendus sur la réforme des retraites indexées dans certains territoires d'Outre-mer, dont la Nouvelle-Calédonie, telle qu'annoncée en septembre 2008, estimant alors que les annonces faites par le gouvernement allaient « au-delà de l’esprit de la réforme telle qu’elle avait été présentée par Nicolas Sarkozy. Le président de la République voulait limiter les abus mais tenait, et je cite ses propos, à veiller à la situation de ceux qui ont fait des choix de vie en fonction de ce système. À l’origine, il s’agissait d’empêcher l’accès à cette majoration aux fonctionnaires n’ayant jamais servi en outre-mer mais qui venaient y prendre leur retraite. On va bien au-delà ». En effet, les propositions faites alors font état d'un minimum de quinze ans de résidence outre-mer avant le solde de sa retraite pour prétendre à une pension majorée, tandis que celle-ci (indexée jusque-là à hauteur de 75 %) devrait progressivement être amenée à disparaître. Il présente ainsi une série d'amendements afin « d'adoucir » le texte, et plusieurs de ses propositions sont reprises lors du débat à l'Assemblée : création de plafonds différenciés pour les fonctionnaires d’État prenant leur retraite à compter du 1er janvier 2009 dans les océans Pacifique et Indien, ou encore que « toutes les périodes d’activité professionnelle seront retenues quel que soit le régime d’affiliation » et que les retraités ne disposant pas du nombre de trimestres nécessaire « bénéficient de leur retraite majorée de l’ITR (Indemnité temporaire de retraite) dès que leur retraite est liquidée sans décote, par exemple à la limite d’âge de leur corps ou grade ». Toutefois, sa requête de réduire l’exigence d’exercice outre-mer de quinze à dix ans pour pouvoir prétendre à l’ITR à partir de 2009 est rejetée.
Il est rapporteur à l'Assemblée nationale du projet de loi pour le développement économique des Outre-mer (LODEOM), voté par le Parlement en mai 2009, et est membre titulaire par la suite de la Commission nationale d'évaluation des politiques de l'État outre-mer (CNEPEOM) créée par ce texte, en devenant le premier président le 13 avril 2011. Il est également nommé le 27 janvier 2010 corapporteur de l'application de cette loi, conjointement avec un socialiste chargé de la fonction de rapporteur spécial des crédits de la mission Outre-mer, à savoir tout d'abord le député du Lot-et-Garonne Jérôme Cahuzac jusqu'à son accession à la présidence de la commission des Finances le 24 février 2010 puis Claude Bartolone, député de Seine-Saint-Denis. Ils présentent leur rapport d'information le 29 septembre 2010. Le 16 février 2011, il est nommé secrétaire national de l'UMP chargé des politiques économiques en Outre-mer.
Lors du congrès du Rassemblement-UMP du 22 octobre 2011, il est investi une nouvelle fois comme candidat du parti dans la 1re circonscription pour les élections législatives de 2012. Il obtient également l'investiture de l'UMP le 28 janvier 2012. Il choisit pour suppléant, annoncé le 6 avril 2012, un de ses collaborateurs à la mairie de Nouméa et jeune Kanak (31 ans) originaire de Maré ayant grandi dans le quartier difficile de Rivière-Salée, Shonu Wayaridri. Il base sa campagne sur son bilan et sur un discours résolument anti-indépendantiste, déclarant notamment vouloir remettre en cause le gel du corps électoral et organisant le 16 mai une réunion avec des exclus de la liste électorale spéciale à l'hippodrome Henri Milliard de l'Anse Vata à Nouméa,. Il met également l'accent sur la jeunesse et sur la lutte contre la délinquance, proposant notamment de défendre le retour à l'uniforme dans les établissements scolaires publics ou encore la mise en place d'un couvre-feu de 23 heures à 6 heures pour les mineurs de moins de 13 ans. Il arrive en tête du premier tour, avec 10 879 voix et 30,96 % des suffrages exprimés, devançant de relativement peu la candidate de Calédonie ensemble Sonia Lagarde, avec 1 475 votes et 4,2 points d'écart. Au second tour le 17 juin 2012, il s'incline avec 14 811 voix et 46,33 % des suffrages exprimés.

### Porte-parole du Rassemblement-UMP
Bien que défait aux élections législatives, Gaël Yanno obtient une position de force au sein de l'appareil du parti dont il est le seul candidat à avoir accédé au second tour et à être arrivé en tête au premier. Il devient alors rapidement le principal défenseur d'un retour du Rassemblement-UMP à un discours plus nettement anti-indépendantiste, et donc d'abandon de la coopération institutionnelle avec le FLNKS initiée l'année précédente avec l'élection de Rock Wamytan à la présidence du Congrès. Il appelle ainsi à rassurer la base électorale du parti. C'est alors lui qui, le 1er août 2012, dirige la conférence de presse visant à condamner l'emploi par le ministre des Outre-mer Victorin Lurel des termes « Kanaky » et « Nouvelle-Calédonie-Kanaky », déclarant que « le Rassemblement-UMP, son président, ses dirigeants, ses élus, ses militants, comme l’immense majorité de nos concitoyens, ont été profondément choqués » par ces propos. Le 21 août 2012, lors d'un comité directeur du Rassemblement réuni à Boulouparis, qui voit une réorganisation et un rajeunissement de l'équipe dirigeante (même si Pierre Frogier reste président), il obtient le poste de vice-président et de porte-parole.
Les médias locaux font état par la suite d'une lutte interne de plus en plus prononcée entre Pierre Frogier et ses partisans (surnommés le « clan du Mont-Dore », la « tendance Frogier », les « Frogieristes » ou les « Mont-Doriens », dont surtout Éric Gay ou Cynthia Ligeard) d'une part, et Gaël Yanno derrière lequel se retrouve certaines figures historiques dont Pierre Bretegnier ou de la jeune garde tels Sonia Backes ou Gil Brial (appelés le « clan nouméen », la « tendance Yanno » ou les « Yannistes »),. Ils affirment que la défaite est bien un vote sanction à l'égard de la ligne choisie à partir de 2009 et, tout en reconnaissent que les gestes de Pierre Frogier étaient « forts et symboliques », que ceux-ci n'ont été finalement que des « concessions unilatérales » sans contrepartie ni geste réciproque du côté indépendantiste. Pour eux, le Rassemblement-UMP doit se concentrer sur une nouvelle « entente républicaine », incluant même Calédonie ensemble (que des membres de l'entourage de Gaël Yanno critiquent toutefois tout aussi durement que les proches de Pierre Frogier). Les tensions sont de plus en plus vives, Gaël Yanno appelant à un vote des militants sur la direction et la ligne à tenir pour les prochaines élections provinciales, ainsi que pour la reconnaissance de courants internes au parti sur le modèle de l'UMP.

## Le MPC

### La dissidence
La division interne née au lendemain des législatives aboutit finalement à une rupture. Gaël Yanno est démis par Pierre Frogier de sa position de vice-président le 18 février 2013. La scission est consommée le 28 mars 2013, lorsque Gaël Yanno et ses partisans font dissidence pour créer le Mouvement populaire calédonien (MPC), avec le soutien sur le plan national de Jean-François Copé. Dans le même temps, le nouveau parti lance un appel à l'ensemble des forces opposées à l'indépendance à se regrouper dans une « Union pour la France ». Gaël Yanno est élu président du parti lors de son congrès fondateur le 27 juillet 2013, étant le seul candidat. Il nomme le 31 juillet 2013 Sonia Backes comme secrétaire générale, et Gil Brial comme porte-parole.

### Candidat à la mairie de Nouméa
Il annonce très vite ses ambitions pour la mairie de Nouméa, à laquelle il avait déjà envisagé succéder à Jean Lèques au cas où celui-ci ne se serait pas représenté en 2008. En mars 2013, il affirme vouloir en débattre avec le maire sortant, estimant que : « Ça fait trop longtemps que nous gérons ensemble la ville pour ne pas trouver une solution tous les deux ». Mais il multiplie par la suite les actions visant à le présenter comme le chef de majorité municipale et l'éloignant de Jean Lèques. La rupture est consommée lorsqu'il dépose un amendement visant à diminuer la subvention versée par la mairie à la radio RRB (proche du Rassemblement-UMP) de 40 millions à 20 millions de Francs CFP (de 335 200 à 167 600 euros), contre l'avis du maire qui souhaite alors maintenir le niveau de cette aide. L'amendement de Gaël Yanno est voté par le conseil municipal le 25 juin 2013 par 23 votes pour (les partisans de Yanno au sein de la majorité municipale), 22 contre (ceux restés fidèles au maire mais aussi à la ligne de Pierre Frogier, de même que les élus du Mouvement de la diversité) et 7 votes blancs (ceux de « Changer, c'est capital » de Sonia Lagarde). La division de la majorité municipale entraîne la création le 30 juillet 2013 d'un groupe MPC à part entière comprenant 20 élus sur les 42 de l'ancien groupe Rassemblement-UMP et les 53 du conseil municipal, dont 11 des 15 adjoints au maire (à commencer par Gaël Yanno). En réaction, 19 conseillers restés fidèles à la direction du Rassemblement-UMP (dont 3 adjoints), emmenés par l'adjoint Jean-Claude Briault et la conseillère Virginie Ruffenach, s'unissent le 6 août 2013 aux 3 élus du Mouvement de la diversité (LMD, parti de Simon Loueckhote) pour former le groupe Engagement pour une Calédonie dans la France (ECF, du nom d'un groupe formé la veille au Congrès de la Nouvelle-Calédonie en associant le Rassemblement-UMP, le LMD, l'Avenir ensemble et l'élu MoDem Didier Leroux). Le 26 septembre 2013, Gaël Yanno annonce sa candidature à la mairie de Nouméa en vue des élections municipales de 2014. Le 2 décembre suivant, il obtient de plus l'investiture de l'UMP, celle-ci l'ayant finalement préféré à Jean-Claude Briault (candidat du Rassemblement-UMP et de l'ECF soutenu par le maire sortant Jean Lèques qui ne se représente pas) après avoir réalisé un sondage à Nouméa pour les départager. Finalement, le 25 janvier 2014, l'association entre l'UMP et le MPC est adoptée et officialisée par le conseil national du parti métropolitain, auquel participait Gaël Yanno.
Entretemps, le 17 octobre 2013, et en vue des échéances électorales de 2014 (municipales et provinciales), il participe à la formation de l'Union pour la Calédonie dans la France (UCF) unissant le MPC au Rassemblement pour la Calédonie (RPC, regroupant depuis 2006 les plus fidèles partisans de Jacques Lafleur) d'Isabelle Lafleur et au Mouvement républicain calédonien (MRC, fondé en 2010 par des opposants à la proposition des deux drapeaux) du conseiller municipal de Nouméa Philippe Blaise. Ils signent « un socle commun de valeurs » en huit points, dont surtout « le maintien de manière durable, dans une large autonomie, de la Calédonie dans la République française », « le retour d’une citoyenneté calédonienne ouverte, avec une condition d’accès de dix ans glissants et l’intégration des conjoints, au terme de l’Accord de Nouméa », « le non-transfert des compétences de l’article 27 de la loi organique », « la garantie du droit de propriété de tous les habitants de la Nouvelle-Calédonie », « la révision de la clé de répartition » entre les provinces, « la mise en place de pratiques de bonne gouvernance, pour garantir l’intégrité des élus calédoniens » ou encore « la recherche d’un drapeau » et « le maintien du nom du pays ». Cette UCF apparaît alors comme l'une des trois forces anti-indépendantistes en présence pour les scrutins de 2014, avec le Front pour l'unité (nom pris pour la campagne par l'ECF et regroupant autour du Rassemblement-UMP de Pierre Frogier le LMD de Simon Loueckhote, l'Avenir ensemble d'Harold Martin et Didier Leroux) et Calédonie ensemble.
Voulant se montrer sur le terrain de la lutte contre une insécurité ressentie comme de plus en plus forte dans le Grand Nouméa, Gaël Yanno et son parti multiplient les annonces ou actions sur ce sujet. Ainsi, le MPC dépose au Congrès le 20 novembre 2013 une proposition de délibération pour permettre aux forces de l’ordre de saisir immédiatement l’alcool consommé dans les lieux publics, sans avoir à attendre que les personnes soient en état d’ébriété. De même, après l'incendie volontaire d'un mur d'escalade dans le quartier de Magenta en décembre 2013, Gaël Yanno reçoit le comité calédonien d’escalade et leur promet l’intervention de la municipalité dans la reconstruction de l'équipement sportif, au risque de provoquer une vive réaction à son encontre du groupe rival de la majorité municipale sortante, l'ECF, qui déclare dans un communiqué que : « Gaël Yanno s’est à nouveau exprimé seul au nom de la ville de Nouméa, cette fois sur l’incendie du mur d’escalade de Magenta, dans le plus grand mépris du maire, Jean Lèques. Cette marque de mépris n’est à l’évidence dictée que par le seul souci d’une récupération politique indécente face à ce dramatique accident ». 
Sa campagne est marquée de plus par l'annonce d'un projet d'aménagement urbain qui crée une certaine polémique au sein de la classe politique, des médias (notamment en ligne) et du milieu aéronautique néo-calédonien. En effet, en décembre 2013, il rend public, avec un de ses colistiers, Jacques Legueré (RPC, ingénieur-géologue), une proposition de déménagement de l'aéroport de Magenta vers un nouveau site, un îlot artificiel qui pourrait être construit avec les scories rejetées par l'usine SLN de Doniambo au milieu de la baie de Koutio-Koutéa, soit hors des limites de la commune de Nouméa. Cette idée vient alors concurrencer celle, alors envisagée par le gouvernement de la Nouvelle-Calédonie, d'un regroupement de l'ensemble des services aéroportuaires, domestiques et internationaux, desservant le Grand Nouméa sur le seul aéroport international de Nouméa - La Tontouta. Au-delà de ce chantier de nouvel aéroport, estimé par Gaël Yanno à 9 milliards de Francs CFP (75,42 millions d'euros), la liste prévoit de réaménager le site de l'ancien aérodrome ainsi libéré à Magenta pour l'inclure dans une « vraie belle plage pour les quartiers nord et est », un « poumon vert et bleu » de 2 kilomètres de long allant de Ouémo au centre culturel Tjibaou, bordé de « commerces et de terrasses » et « dédié aux loisirs et aux sports nautiques ». Ce projet est critiqué par Éric Kuter, le président de l'Aéroclub calédonien, basé à Magenta, qui déclare au sujet d'un aéroport dans la baie de Koutio-Koutéa : « C’est du grand n’importe quoi. Il n’y a pas encore eu d’études poussées, mais une piste dans la baie de Koutio est peu probable pour des raisons de sécurité aérienne ». Pour le directeur de l’exploitation des aéroports de la Chambre de commerce et d'industrie de Nouvelle-Calédonie (CCI-NC), gestionnaire de l'aéroport de Magenta, il y a bien urgence à le fermer car « le trafic est en augmentation, et l’aérodrome de Magenta atteindra à terme ses limites de capacité », affirmant par ailleurs étudier « toutes les possibilités », ne pas avoir « connaissance du projet de Koutio » et que « un transfert de trafic vers La Tontouta présente entre autres des avantages de coût et de rentabilité des infrastructures »,,. 
Le 13 février 2014, Gaël Yanno présente, lors d'une conférence de presse organisée sur la place des Cocotiers, le programme de sa liste baptisée « Union pour Nouméa », avec pour slogan « Un nouvel élan pour la ville », sous la forme d'un document de trente-deux pages intitulé « Un vrai projet pour Nouméa ». Il comprend, outre la présentation de la tête de liste, cinq « priorités » à savoir : une « tolérance "0" envers les délinquants », confirmant l'accent mis, comme d'autres listes, sur la sécurité ; « favoriser l'accès au logement pour les classes moyennes », critiquant fortement une politique qui serait trop basée selon lui sur la construction de logements sociaux ; « la solidarité pour répondre aux besoins de chacun » ; « une ville tournée vers la mer dans un environnement protégé » ; « le sport et la culture partout et pour tous ». Puis, afin de les atteindre, il regroupe ses propositions à travers quatre grands chapitres subdivisés en onze thématiques. Il prend sur sa liste en deuxième et troisième positions les deux présidents des partis associés au MPC au sein de l'UCF, à savoir respectivement Isabelle Lafleur et Philippe Blaise. Ils arrivent en deuxième place avec 11 875 voix et 34,66 % des suffrages exprimés au premier tour, talonnant la liste de Calédonie ensemble tirée par Sonia Lagarde (536 votes et 1,62 points d'écarts) et fusionnant entre les deux tours avec la liste de l'ECF de Jean-Claude Briault qui a recueilli pour sa part 5 284 votes et 15,42 % des voix. Il appelle à faire « barrage à Sonia Lagarde », concentrant ses attaques sur l'appel à voter pour cette dernière de Marie-Claude Tjibaou, candidate du Parti socialiste local et du Palika. Il est toutefois battu au second tour, avec 16 588 bulletins et 48,38 % pour 13 sièges sur 53. Gaël Yanno prend alors la tête de l'opposition municipale au nouveau maire, Sonia Lagarde. 

### En deuxième position aux provinciales
Pour les élections provinciales du 11 mai 2014, qui suivent son échec à prendre la mairie du chef-lieu, il décide de ne pas prendre la tête de la liste de l'UCF dans le Sud, qui revient finalement à la secrétaire générale du MPC, Sonia Backès. Néanmoins, Gaël Yanno prend la deuxième place de cette liste. Faisant campagne pour leur « socle commun de valeurs » et le déclenchement du premier référendum d'autodétermination dès 2015 si les négociations pour une autre solution n'ont rien donné d'ici là, afin de ne pas inquiéter les milieux économiques et les investisseurs par une situation institutionnelle trop incertaine, ils arrivent troisième du scrutin, au coude à coude avec les listes du FPU de Cynthia Ligeard (qui a réuni 1 040 votes et 1,53 points de plus) et celle d'union des indépendantistes de Rock Wamytan (qui a fait 154 voix et 0,22 points de moins), en obtenant 12 517 bulletins soit 18,35 % des suffrages exprimés et 8 sièges sur 40 à l'assemblée provinciale, dont 6 également au Congrès. Gaël Yanno retourne donc dans ces deux institutions, quinze ans après les avoir quitté.

### Président du Congrès
Il est le signataire pour l'UCF du « contrat de gouvernance solidaire », présenté lors d'une conférence de presse le 16 mai 2014, l'unissant à ses deux adversaires de la campagne, à savoir Calédonie ensemble et le FPU, qui totalisent 33 élus à l'assemblée de la Province Sud et 29 sur 54 au Congrès. Il comprend une répartition des postes clés dans les institutions comme en 2009, à savoir la présidence de l'assemblée provinciale à Philippe Michel de Calédonie ensemble (élu ce même jour), celle du Congrès à l'UCF et devant revenir normalement à Gaël Yanno, et celle du gouvernement pour le FPU et plus précisément pour Cynthia Ligeard. Ce « contrat » prévoit également un certain nombre de priorités politiques à mettre en œuvre en commun dont la recherche d'un équilibre budgétaire pour la Province Sud (en souhaitant notamment négocier une révision de la clé de répartition) et le financement des communes, l'organisation d'une conférence économique et sociale des « forces vives du pays », et l'engagement voulu le plus rapidement possible des discussions avec les indépendantistes et l'État sur la sortie de l'accord de Nouméa et la consultation d'autodétermination.
Ainsi, lors de la première séance du Congrès de cette nouvelle mandature le 23 mai 2014, Gaël Yanno est élu à la présidence avec l'ensemble des 29 voix non-indépendantistes, contre 15 à la candidate du groupe Union calédonienne-FLNKS et Nationaliste Caroline Machoro-Reignier, 9 à celui du groupe de l'Union nationale pour l'indépendance (UNI) Émile Néchéro et 1 bulletin blanc (l'unique élu du mouvement Libération kanak socialiste, ou LKS, Basile Citré). Dans son discours faisant suite à son élection, il insiste sur le fait que les élus ont « l’ardente obligation [...] de réussir une sortie de l’Accord de Nouméa à la hauteur de la poignée de mains de Jacques Lafleur et de Jean-Marie Tjibaou du 26 juin 1988 », tout en déclarant vouloir être « à [la] suite [de ses prédécesseurs], [...] un président du Congrès impartial et ouvert au dialogue » tout en ne transigeant « pas sur ce qui fonde le débat démocratique : le pluralisme, l’écoute de l’autre et le respect des opinions et des personnes ». Il affirme également souhaiter « poursuivre la modernisation de [l']institution à laquelle chacun de [ses] prédécesseurs a apporté sa précieuse contribution », et surtout sur le fait « de rendre plus accessibles [ses] travaux à la société calédonienne ».

## Détail des mandats et fonctions
- 13/03/1989 - 18/06/1995 : conseiller municipal de Nouméa.
- 11/06/1989 - 09/07/1995 : conseiller de la Province Sud et membre du Congrès du Territoire.
- 11/05/1995 - 11/03/2001 : adjoint au maire de Nouméa.
- 09/07/1995 - 29/01/1999 : conseiller de la Province Sud et membre du Congrès du Territoire.
- 11/03/2001 - 31/03/2008 : premier adjoint au maire de Nouméa, chargé des Finances, du contrat d'agglomération et de la communication.
- 17/06/2007 - 17/06/2012 : député de la 1re circonscription de Nouvelle-Calédonie.
- 21/08/2012 - 18/02/2013 : vice-président et porte-parole du Rassemblement-UMP.
- 31/03/2008 - 30/03/2014 : premier adjoint au maire de Nouméa, chargé de la Coordination de l'action municipale, des finances et de l'intercommunalité.
- 28/03/2013 - 18/07/2018 : dirigeant fondateur du Mouvement populaire calédonien.
- 30/03/2014 : chef de l'opposition au conseil municipal de Nouméa.
- 11/05/2014 - 12/05/2019 : conseiller de la Province Sud et membre du Congrès de la Nouvelle-Calédonie.
- 23/05/2014 - 16/07/2015 / 30/07/2018 - 12/05/2019 : président du Congrès de la Nouvelle-Calédonie.